# Seznam švedskih filmskih igralcev
Seznam švedskih filmskih igralcev.

## A
- Emma Abrahamson
- Maud Adams
- Janet Ågren
- Malin Åkerman
- Hans Alfredson
- Greta Almroth
- Bibi (Brigitta) Andersson
- Harriet Andersson
- Josefin Asplund
- Nils Asther
- Pernilla August
- Ewa Aulin

## B
- Ingrid Bergman
- Thommy Berggren
- Anita Björk
- Gunnar Björnstrand
- Lia Boysen
- May Britt

## C
- Margit Carlquist
- Julia Cæsar
- Sten-Åke Cederhök

## D
- Eva Dahlbeck
- Peter Dalle
- Tage Danielsson

## E
- Anders Ek
- Malin Ek
- Niklas Ek
- Anita Ekberg (1931-2015, Italija)
- Britt Ekland
- Bengt Ekerot
- Gösta Ekman
- Krister Ekman
- Lena Endre
- Edith Erastoff
- Britt Ekland)

## F
- Agnetha Fältskog
- Erik-Hampe Faustman
- Gunnel Fred

## G
- Greta Garbo (švedsko-ameriška)
- Inga Gill
- Marika Green (švedsko-fr.)
- Bertil Guve

## H
- Peter Haber
- Carl-Einar Häckner
- Annika Hallin
- Thomas Hanzon
- Samuel Haus
- Eva Henning
- Krister Henriksson

## K
- Sofia Karemyr
- Meliz Karlge
- Alf Kjellin
- Hans Klinga
- Elin Klinga

## J
- Ulla Jacobsson
- Erland Josephson

## L
- Guje Lagerwall
- Sture Lagerwall
- Inga Landgré
- Rolf Lassgård
- Zarah Leander (švedsko-nemško-franc.)
- Sofia Ledarp
- Gunnel Lindblom
- Tom Ljungman
- Hans "Dolph" Lundgren

## M
- Mona Malm
- Liv Mjönes

## N
- Joakim Nätterqvist
- Inger Nilsson
- Tuva Novotny
- Lena Nyman
- Michael Nyqvist

## O
- Warner Oland
- Lena Olin
- Ingela Maria Olsson
- Amanda Ooms
- Per Oscarsson

## P
- Adam Pålsson
- Mikael Persbrandt
- Nils Poppe
- Gunilla Poppe
- Mia Poppe
- Thomas Poppe

## R
- Noomi Rapace
- Ola Rapace
- Alexandra Rapaport
- Suzanne Reuter
- Tutta Rolf (norv.-švedska)
- Lars Rudolfsson

## S
- Moa Silén
- Mia Skäringer
- Bill Skarsgård
- Stellan Skarsgård
- Kristina Söderbaum (šved.-nem.)
- Mikael Spreitz
- Daniel Ståhl?
- Jeja Sundström
- Max von Sydow

## T
- Rosa Taikon
- Lil Terselius
- Ingrid Thulin
- Olof Thunberg
- Svante Thunberg
- Ove Tjernberg

## U
- (Liv Ullman : norveško-švedska)?

## V
- Ruth Vega Fernandez (švedsko-španska)
- Alicia Vikander

## W
- Nadja Weiss
- Emma Wiklund
- Rikard Wolff

## Z
- Mai Zetterling